# Eriococcus heteroacanthos
Eriococcus heteroacanthos är en insektsart som beskrevs av Alfred Serge Balachowsky 1927. Eriococcus heteroacanthos ingår i släktet Eriococcus och familjen filtsköldlöss.
Artens utbredningsområde är Algeriet. Inga underarter finns listade i Catalogue of Life.